# În căutarea lui Dory
În căutarea lui Dory (titlu original: Finding Dory) este un film Disney-Pixar din anul 2016.